# Передні Яндоуші
Передні Яндо́уші (рос. Передние Яндоуши, чув. Малти Ăнтавăш) — присілок у складі Канаського району Чувашії, Росія. Входить до складу Середньокібецького сільського поселення.
Населення — 209 осіб (2010; 252 у 2002).
Національний склад:
- чуваші — 94 %